# Ларинский ландшафтный заказник (Томская область)
Ларинский заказник — региональный государственный природный ландшафтный заказник на юге Томского района Томской области, в среднем течении реки Тугояковки (правый приток Томи), в окрестностях нежилой деревни Ларино (в 6 км к востоку от Вершинина). Общая площадь заказника — 1686 га, площадь охранной зоны — 6576 га.
Заказник был создан в 1993 году, включает в себя эталонный участок переходной зоны от равнинной южной тайги к горной тайге Кузнецкого Алатау. В пределах заказника расположено несколько памятников природы, в частности, Звёздный ключ и Капитановский родник, а также редкое на территории области поселение алтайского сурка.
На территории заказника произрастают 427 видов высших растений, относящихся к 73 семействам, в том числе 26 видов, подлежащих охране. Млекопитающие: лось, бобр, серый сурок, сибирская косуля, барсук, летяга, рысь, волк, лиса и др. Птицы: тетеревиные, водоплавающие, крупные хищные. В Красную книгу Томской области занесены обитающие на территории заказника обыкновенный зимородок, бородатая неясыть, серый журавль, сибирская косуля, прыткая ящерица; в Красную книгу РФ — серый сорокупут. В Тугояковке обитает хариус, что является доказательством предельной чистоты воды.
Территория заказника доступна для туристов, здесь ежегодно действуют экологические лагеря «Горизонт» и «Эколог».
В 2017 году при поддержке Томского завода электроприводов в заповеднике была проложена экологическая тропа длиной в 8 километров, которая связала Звёздный ключ и кордон. Тропа включает 10 остановочных площадок с образовательными информационными стендами о флоре и фауне.